# Mepozo
Mepozo (portugisiska) eller Mpozo (franska) är ett vattendrag i nordvästra Angola och västra Kongo-Kinshasa, ett biflöde till Kongofloden. En del av floden ingår i gränsen mellan länderna.